# 鈴木有布子
鈴木有布子（9月4日—）是日本漫畫家。

## 作品
- 星河萬山靈草紙、全2冊
- 罪&罰、全3冊
- 戀愛原動力、全1冊
- 夢向彩虹的彼方、全1冊
- 江神二郎系列（原作：有栖川有栖）
  1. 月光遊戲、全1冊
  2. 孤島拼圖、全3冊、原名
- 山丘上的 Bambina、全1冊、原名
- 原名
- 原名

## 外部連結
- （日語）